# Gaio Nauzio Rutilo
Gaio Nautio Rutilo (fl. V secolo a.C.) è stato un politico romano, console della Repubblica romana.

## Biografia

### Primo consolato
Il suo primo consolato, nel 475 a.C. lo vide collega di Publio Valerio Publicola..
Il consolato iniziò con l'accusa rivolta dai tribuni della plebe Lucio Cedico e Tito Stazio, rivolta a Spurio Servilio Prisco, di aver mal condotto l'esercito romano nella battaglia del Gianicolo dell'anno prima. Ma Servilio riuscì a confutare l'accusa dei tribuni,  anche grazie alla testimonianza favorevole del collega console Aulo Verginio Tricosto Rutilo.
Mentre Publio Valerio guidava le forze romane contro una coalizione di forze Sabine ed Etrusche, accampate sotto la città di Veio, Gaio Nauzio guidò le forze romane nei territori dei Latini, che si erano difesi dalle incursioni dei Volsci ed Equi, senza aver preventivamente informato i romani.
Secondo Tito Livio, fu più per ribadire la propria predominanza in seno alla lega, che per reale pericolo per i Latini, che i romani mossero le armi contro i Volsci.. La campagna contro i Volsci si risolse però in una serie di razzie e devastazioni, perché i Volsci rifiutarono il combattimento in campo aperto.
Per Dionigi invece, Gaio Naunzio, che aveva atteso l'esito dello scontro con i Veienti, prima di muoversi troppo distante da Roma, tornò a devastare il territorio di Veio, dopo che i Latini e gli Equi ebbero avuto la meglio dei Volsci e degli Equi, senza che fosse stato necessario l'intervento dell'alleato romano.

### Secondo consolato
Fu console una seconda volta nel 458 a.C. con Lucio Minucio Esquilino Augurino. Questi due consoli si ritrovarono con due questioni in sospeso: il processo a Volscio, contestato dalla plebe, e l'ormai annosa presentazione della lex Terentilia, contestata dal patriziato. La battaglia politica infuriava con l'entrata in scena anche di Tito Quinzio Capitolino, questore, che perseguiva Volscio, l'accusatore del nipote, con grande decisione.
Sul versante opposto il tribuno della plebe Virginio si distingueva come il più accanito difensore della lex Terentilia.
A Gaio Nautilo Rutilo fu affidata la guerra contro i Sabini che portò avanti con successo, ricacciandoli nei loro territori, devastandoli più di quanto avessero fatto loro.
Nautio Rutilo ritornò a Roma mentre il collega console era assediato dagli Equi, ma contrariamente a quanto accaduto in situazione analoghe, in quanto secondo console, non gli fu affidato il comando dell'esercito approntato per prestare soccorso a Minucio, che fu invece affidato a Cincinnato nominato dittatore. Cincinnato riuscì a sconfiggere gli Equi nella battaglia del Monte Algido,, accordando loro la pace, solo dopo che questi consegnarono il proprio comandante e passarono sotto il giogo dei romani. Gli Equi dovettero cedere ai Romani anche la città di Corbione.